# Sycophila taprobanica
Sycophila taprobanica är en stekelart som först beskrevs av John Obadiah Westwood 1882.  Sycophila taprobanica ingår i släktet Sycophila och familjen kragglanssteklar. Inga underarter finns listade i Catalogue of Life.